# 小費南多·塔提斯
費南多·蓋布里爾·塔提斯·曼迪納（西班牙語：Fernando Gabriel Tatís Medina，1999年1月2日—），為美國職棒大聯盟的游擊手，目前效力於聖地牙哥教士。他在2019年登上大聯盟，並進入球隊的開幕戰名單內。其父親為曾在單局敲出2支滿貫全壘打的前大聯盟選手費爾南多·塔提斯。

## 職業生涯

### 芝加哥白襪
2015年，年僅16歲的塔提斯以國際自由球員身分與白襪隊簽約。

### 聖地牙哥教士
2016年6月4日，白襪隊將一場比賽都沒打的塔提斯和投手Erik Johnson交易到教士隊，換來詹姆斯·席爾斯。這年他一半的時間待在新人聯盟，季中升上1A。他的打擊率為2成73，並敲出4轟與25分打點。不過他也發生了15次守備失誤。
2017年，他在1A及2A分別出賽了117場與14場比賽，合計的打擊率為2成78，敲出22轟、75分打點，並盜壘成功32次。然而守備依舊是他的罩門，這年他發生了高達30次守備失誤。
2018年7月23日，塔提斯在一次頭部滑壘時傷到左手大拇指，於是他在這天動了手術導致球季報銷。
2019年初，塔提斯被評為大聯盟的百大新秀之首。教士隊也在這年將他拉上大聯盟，而塔提斯在初登板就敲出2支安打，並在4月1日敲出大聯盟生涯首轟。總計他這年的打擊率為3成17，並敲出22轟與53分打點。
2020年8月10日，塔提斯在對戰響尾蛇的比賽中敲出一發兩分砲，成為大聯盟史上第一位在生涯前100場比賽中，達成30轟20盜的球員。最後他在MVP票選中拿下第四名。2021年2月17日，教士隊與塔提斯簽下14年3.4億美元的延長合約。14年合約也寫下大聯盟最久合約紀錄。
2021年球季，截至七月為止，塔提斯因肩膀傷勢三度進入傷兵名單，教士球團為了保護塔提斯，決定讓塔提斯轉守外野。2021年8月16日，塔提斯從傷兵名單歸建，並首度以先發右外野手亮相。
2022年03月15日，因左手腕骨折而需養傷3個月，無緣進入開季名單，08月12日，因使用違反藥物遭到大聯盟禁賽80場。

## 個人生活
他的父親費爾南多·塔提斯曾於1997年至2010年間登上大聯盟，並擔任三壘手。他的弟弟Elijah在2019年與白襪隊簽約，目前在小聯盟打球。

## 外部連結
- 球員資訊和成績在MLB ，ESPN ，Baseball Reference ，Baseball Reference (Minors) ，Fangraphs ，The Baseball Cube （英文）
- 小費南多·塔提斯的X（前Twitter）
- 小費南多·塔提斯的Instagram帳戶
- 小費南多·塔提斯在台灣棒球維基館上的頁面（繁體中文）